# Gemeindewehrführer (Mecklenburg-Vorpommern)
Ein Gemeindewehrführer bezeichnet in Mecklenburg-Vorpommern den Leiter einer Freiwilligen Feuerwehr auf Gemeindeebene. Die Ortsfeuerwehren einer Gemeinde werden von einem Ortswehrführer geleitet.

## Wahl und Ernennung
Die aktiven Mitglieder der Gemeindefeuerwehr wählen aus ihrer Mitte den Gemeindewehrführer und seinen Stellvertreter und die jeweiligen aktiven Mitglieder der Ortsfeuerwehren wählen ihren Ortswehrführer und dessen Stellvertreter. Die Gemeindewehrführer und Ortswehrführer, sowie deren Stellvertreter, werden für die Dauer von 6 Jahren zu Ehrenbeamten, nach der Zustimmung der Gemeindevertretung, ernannt.

## Aufgabe
Der Wehrführer ist für die:
- Einsatzbereitschaft der Feuerwehr,
- Ausbildung der Mitglieder

verantwortlich.

## Unterstellung
Dem Gemeindewehrführer sind die Ortswehrführer fachlich unterstellt. In Städten mit Berufsfeuerwehren sind die Wehrführer dem Leiter der Berufsfeuerwehr fachlich unterstellt.

## Dienstgrade
Der Dienstgrad des Ortswehrführers und seines Stellvertreters richtet sich nach der Größe der jeweiligen Feuerwehr:
- bei Ortsfeuerwehren mit Grundausstattung

| Hauptlöschmeister                            | Brandmeister                    |
| stellv. Ortswehrführer Hauptlöschmeister/-in | Ortswehrführer Brandmeister/-in |

- bei Stützpunktfeuerwehren

| Brandmeister                            | Oberbrandmeister                    |
| stellv. Ortswehrführer Brandmeister/-in | Ortswehrführer Oberbrandmeister/-in |

- bei Schwerpunktfeuerwehren

| Oberbrandmeister                            | Hauptbrandmeister                    |
| stellv. Ortswehrführer Oberbrandmeister/-in | Ortswehrführer Hauptbrandmeister/-in |

Der Dienstgrad des Gemeindewehrführers und seines Stellvertreters richtet sich nach den Größen der Feuerwehren seiner Gemeinde:
- bei Gemeindefeuerwehr nur mit Feuerwehr mit Grundausstattung

| Brandmeister                                | Oberbrandmeister                    |
| stellv. Gemeindewehrführer Brandmeister/-in | Ortswehrführer Oberbrandmeister/-in |

- bei Gemeindefeuerwehren mit mindestens einer Stützpunktfeuerwehr oder einer Schwerpunktfeuerwehr

| Oberbrandmeister                                | Hauptbrandmeister                    |
| stellv. Gemeindewehrführer Oberbrandmeister/-in | Ortswehrführer Hauptbrandmeister/-in |

## Voraussetzung
Wählbar ist gemäß § 12 (2) Gesetz über den Brandschutz und die Technischen Hilfeleistungen durch die Feuerwehren für Mecklenburg-Vorpommern, wer:
- mindestens vier Jahre aktiv einer Freiwilligen Feuerwehr angehört hat,
- die persönliche und fachliche Eignung für das Amt besitzt,
- die für das Amt erforderlichen Lehrgänge besucht hat oder sich bei der Annahme der Wahl zur Ablegung dieser verpflichtet,
- das 59. Lebensjahr noch nicht vollendet hat.

Die Laufbahnverordnung gibt außerdem vor:
- die Mindestausbildung des Gruppenführers zu besitzen.

Eine Wiederwahl ist auch nach Vollendung des 59. Lebensjahres zulässig. Die Wahlzeit endet mit dem Kalenderjahr, in dem der Gewählte das 65. Lebensjahr vollendet hat. Liegen die gesundheitlichen Voraussetzungen vor, endet die Wahlzeit spätestens mit Vollendung des 67. Lebensjahres.